# Bruin dikkopje
Het bruin dikkopje  (Erynnis tages) is een vlinder uit de familie van de dikkopjes (Hesperiidae).

## Verspreiding en leefgebied
Het bruin dikkopje komt in grote delen van Europa voor waaronder Nederland en België. In Nederland staat het op de Rode lijst. De vlinder geeft de voorkeur aan droge graslanden als leefgebied.
De vliegtijd is van april tot en met augustus.

## Leefwijze
De waardplanten zijn de gewone rolklaver, paardenhoefklaver en kroonkruid. Het wijfje legt haar eitjes op de topblaadjes van deze planten en de rups leeft tussen enkele samengesponnen blaadjes ervan. Enkele rupsjes groeien snel en leveren een tweede generatie, de meeste overwinteren echter en verpoppen pas in het voorjaar.

## Kenmerken
De voorvleuggellengte is circa 13 mm. De bovenkant van de vleugels is bruin met vage, grijze vlekken en stippen. De onderkant is vrijwel egaal lichtbruin.